# Prix Renaud-du-Vivier
Groupe I
Le prix Renaud-du-Vivier (Grande Course de Haies des 4 Ans) est une course hippique de haies, créée en 1961, se déroulant au mois de novembre sur l'hippodrome d'Auteuil.
C'est une course de groupe I réservée aux chevaux de 4 ans. Elle se courait, depuis sa création en 1961, sur 4 100 m. Depuis 2007 sa distance  est de 3 900 m. L'allocation pour l'année 2017 est de 270 000 euros.

## Palmarès
| Année | Cheval            | Jockey             | Entraineur             | Propriétaire         | Second         | Troisième      |
| 2010  | Bel La Vie        | Bertrand Lestrade  | Guillaume Macaire      | Mme Patrick Papot    | Cristal Bonus  | Prince Oui-Oui |
| 2009  | Rock Noir         | Alexis Acker       | Marcel Rolland         | JOHN P. MCMANUS      | Jumbo Rio      | Najaf          |
| 2008  | Questarabad       | Regis Schmidlin    | Marcel Rolland         | Mme Polani           | La Grande Dame | Worldbest      |
| 2007  | Shekira           | Jacques Ricou      | Arnaud Chaillé-Chaillé | Jean Seguinotte      | Good Bye Simon | Peldero        |
| 2006  | Or Noir De Somoza | Christophe Pieux   | Arnaud Chaillé-Chaillé | Sean Mulryan         | Lina Drop      | Kasbah Bliss   |
| 2005  | Royale Athenia    | Cyrille Gombeau    | Bernard Barbier        | Mme Gilbert Gallo    | Zaiyad         | Sol Roc        |
| 2004  | Maia Eria         | Christophe Pieux   | Yann-Marie Porzier     | Jean-Philippe Dubois | Cyrlight       | Baby du Rheu   |
| 2003  | Nickname          | Thierry Majorcryk  | Jean-Paul Gallorini    | Mme Wildenstein      | Loumie         | Katoune        |
| 2002  | Karly Flight      | Philippe Sourzac   | Arnaud Chaillé-Chaillé | Patrick Boiteau      | Foreman        | Kotkita        |
| 2001  | Line Marine       | Christophe Pieux   | Jacques Ortet          | Mme G. Vuillard      | Tiger Groom    | Cyborsun       |
| 2000  | Caballo Raptor    | Jean-Yves Beaurain | Bernard Secly          | Ecurie Passing       | Bounce Back    | Gun'n Roses    |